# Duquesne (1788)
Pour les articles homonymes, voir Duquesne.
Pour les autres navires du même nom, voir Duquesne (navire).
Le Duquesne est un navire de guerre français en service de 1788 à 1803, puis britannique sous le nom d'HMS Duquesne de 1803 à 1805. C'est un vaisseau de 74 canons de la classe Téméraire, baptisé en l'honneur de l'amiral Abraham Duquesne.

## Carrière
Sa première mission en 1793, sous le pavillon du capitaine de vaisseau Vence, est d'escorter un important convoi du Levant, pendant laquelle il échappe à la surveillance de l'escadre anglo-espagnole.

Gaspard Vence avec le vaisseau le Duquesne amène à Toulon un convoi de vivres et met en fuite trois vaisseaux britanniques, le 2 avril 1794.

En 1795, sous le commandement du capitaine Allemand, il prend part aux combats du cap Noli et à la bataille des îles d'Hyères, puis il participe à la capture d'un convoi britannique en Atlantique et croise le long des côtes de Terre-Neuve et du Labrador.
Après une refonte de 1797 à 1799, il est affecté à l'escadre de l'amiral Bruix.
Durant l'été 1801, il est armé en flûte et utilisé comme transport de troupe. Du 24 mai au 15 novembre 1802, le navire fait partie d'une division navale envoyée auprès des régences de Tunis et d'Alger. Le 22 novembre 1802, il part de Toulon pour Saint-Domingue sous le commandement de Pierre-Maurice-Julien de Quérangal, avec la frégate Guerrière et le vaisseau Duguay-Trouin.
La flottille se fait bloquer par les HMS Elephant, Bellerophon, Theseus, Vanguard et Tartar. Essayant une sortie, la Guerrière et le Duguay-Trouin parviennent à s'échapper ; le Duquesne est séparé de l'escadron et essaie de se sauver pendant la nuit, mais il est rejoint par le Tartar et le HMS Vanguard le jour suivant. Après un court duel d'artillerie, le Duquesne, largement dépassé en nombre par ses adversaires, est capturé le 25 juillet 1803.
Le Duquesne est incorporé à la Royal Navy sous le nom HMS Duquesne. Il est finalement détruit en Angleterre en 1805.
Un modèle de large échelle du Duquesne, établi en 1788, est visible au Musée maritime de Toulon ; un autre, de taille plus réduite, est au musée de Tonnerre.